# Битва за Арсаль
Битва за Арсаль началась 2 августа 2014, после того, как ливанские силы безопасности арестовали командующего Фронта ан-Нусры, боевики Фронта аль-Нусры и ИГИЛ окружили ливанские армейские контрольно-пропускные пункты в регионе прежде, чем напасть на них и штурмовать полицейский участок Арсаля. Мятежники продолжили брать под свой контроль город. 16 полицейских были взяты в заложники, а также два солдата, которые были освобождены вооруженными силами позже в тот же день. Борьба продолжилась на следующий день и унесла жизни 30 бойцов, 10 солдат и два гражданских. 25 солдат были ранены, и 13 предположительно были захвачены. Двое из пропавших солдат были спасены тот же самый день.
4 августа список убитых повысился до 17 солдат, 50 гражданских лиц и 50 бойцов. 86 солдат были ранены, и число без вести пропавших достигло 22, в то время как 135 гражданских лиц и 15 бойцов были ранены. Двое из убитых гражданских были сирийскими беженцами. Вооруженные силы продвинулись и захватили техническое здание института, которое было захвачено бойцами в предыдущий день, когда город прибыл под тяжелым попаданием снарядов. Вечером армии также удалось захватить холм Раса аль-Серджа.
5 августа вооруженные силы пытались захватить два правительственных здания, в то время как трое солдат и трое полицейских были освобождены армией. Во время борьбы командующий ИГИЛ был убит в Арсале, в то время как силы ан-Нусры отступили из города. Вечером началось 24-часовое перемирие.
6 августа еще три солдата были освобождены, в то время как 10 солдат и 17 полицейских остались в плену.
К 7 августа хрупкое перемирие было установлено, поскольку силы ИГИЛ также отступили из города и повторно развернулись вдоль границы с Сирией. Их укрытия впоследствии бомбили сирийские военно-воздушные силы, что привело к десяткам раненых бойцов. Два дня спустя, ливанская армия вошла в Арсаль в полную силу и восстановила контроль над контрольно-пропускными пунктами, которые ранее захватили боевики.